# Kalkî
Kalkî (au nom. sg., en devanagari कल्की) ou Kalkin (le thème, en devanagari कल्कन्) est le dernier avatar du dieu Vishnou, dans l'hindouisme. C'est un avatar « à venir » à la fin du temps de Kali Yuga inclus dans le Mahayuga général. D'après les textes religieux conservés dans les Puranas, Kalkî sera un homme à tête de cheval ou montera un cheval blanc et portera une épée flamboyante, pour combattre les danava (démons) tout en protégeant les brahmanes. Il est un signe avant-coureur de la fin du monde selon l'eschatologie hindoue. Il clôturera le Kali Yuga, l'âge sombre, et inaugurera le Satya Yuga, l'âge de la pureté. 
Il existe de nombreuses interprétations sur la venue de Kalki. Les calculs des théologiens la situent dans un futur lointain de plusieurs centaines de milliers d'années. Sri Aurobindo voit en l'avatar Kalkî un symbole du développement spirituel de l'être humain. Plusieurs personnes auraient de leur côté déjà affirmé être Kalki et des fidèles religieux le reconnaissent sous les traits de Bahá'u'lláh, Mahomet, Mirza Ghulam Ahmad.

### Récupération politique
Savitri Devi est une Française d’origine grecque convertie au paganisme aryen dans les années 1920 finalement propagandiste après-guerre d'un néonazisme mêlé d’hindouisme.
Elle prétendait qu'Adolf Hitler était un précurseur de Kalki et défendait des positions antisémites.

## Étymologie
Le nom Kalkî est une métaphore pour l'éternité ou le temps. En sanskrit, son sens est à rapprocher des concepts de souillure (kalka), de temps (kāla), de dissolution et d'impureté. Par conséquent, le nom se traduit par « destructeur de laideur », « destructeur des ténèbres », ou encore « destructeur de l'ignorance ». Ces deux concepts de temps et de souillure se superposent à travers la fonction de dieu de la Mort attribuée à Kalkî.
Une autre étymologie possible, toujours issue du sanskrit, serait à rapprocher de « cheval blanc ».

## Sources

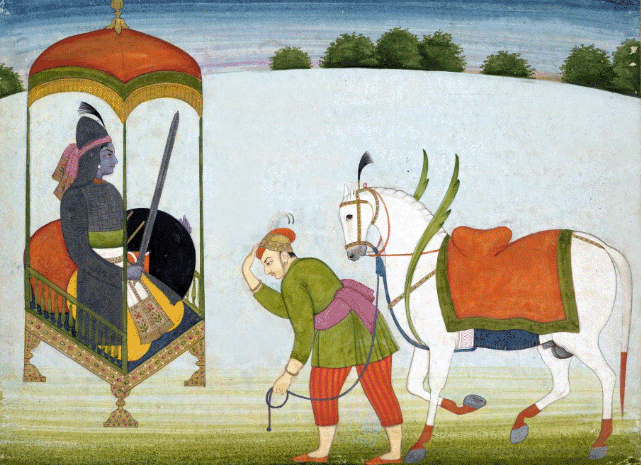
L'avatar Kalki, Punjab Hills (Himachal Pradesh), Peinture Pahari de l'École de Guler, vers 1765.

L'une des plus anciennes mentions connues de Kalki provient du Vishnu Purana, qui est postérieur à la fin de l'empire Gupta. Le Garuda Purana donne une liste de dix avatars du dieu Vishnou, ou dashavatara, parmi laquelle Kalki est le dixième et dernier. Le Bhagavata Purana donne une liste initiale de 22 avatars de Vishou, puis en ajoute trois de plus pour un total de 25. Kalki est le 22e avatar de cette liste.

### Kalki Purana
La source principale provient d'un Purana mineur, le Kalki Purana, probablement daté du Ve siècle ou du VIe siècle, sous l'empire Gupta. Il y a une controverse sur son authenticité car il ne fait pas partie des 18 Puranas listés comme classiques, mais cela pourrait être lié à son époque de rédaction, plus tardive. Il emprunte ses descriptions de Kalki au Vishnu Purana et au Bhagavata Purana.
Le Kali Yuga y est décrit comme un temps où la Terre est épuisée, où les règles de la société sont balayées. Les habitants oublient le nom de Dieu, le chaos règne et les classes se mélangent. Les Brahmanes appellent du secours, accompagnés par la Terre qui a pris la forme d'une vache. Brahma leur répond que seul Vishnou peut les aider. Il précise aussi que ce dernier va choisir deux rois terrestres, Manu et Devapi, pour l'assister. L'espoir et la joie renaissent, les rivières coulent à nouveau, quand Vishnou apparaît sous la forme de l'avatar Kalki pendant la quinzaine lumineuse, au 12e jour lunaire. Né avec « quatre bras », il prend rapidement la forme d'un « enfant humain normal » et grandit chez ses parents mortels, qui l'éduquent en tant que brahmane. Apprenant le sort de ces derniers, Kalki décide de consacrer sa vie à restaurer l'ordre védique. Son instructeur Parashurama lui apprend alors qu'il est incarné pour détruire les forces démoniaques du Kali Yuga, et qu'il doit retrouver son épouse éternelle, Lakshmi, déjà incarnée sous le nom de Padma, la fille du roi Vihadrath du Sinhala. Avant son départ, le seigneur Mahadeva lui remet un perroquet enchanté, Shuka, capable de lui servir de monture, et une épée sans pareille, Ratna Maru.

### Agni Purana
D'après ce texte, Kalki rétablira la loi morale sous la forme du quadruple varna, et organisera la société en quatre classes, après quoi il y aura un retour à la voie de la justice. Le purana rapporte également que Hari (Vishnou) renoncera à la forme de Kalki, retournera au ciel, et que le Krita ou Satya Yuga reviendra comme auparavant.

## Description

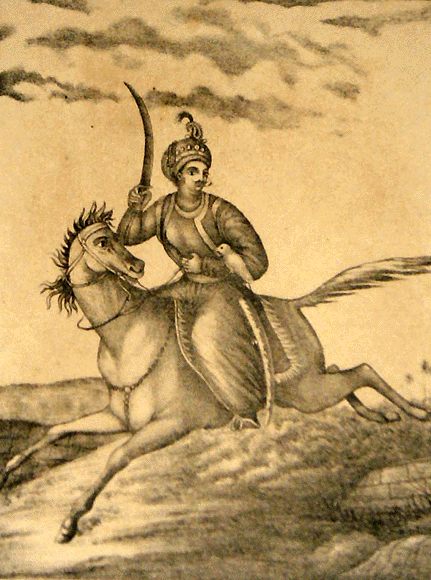
Illustration tirée d'un livre populaire sur les dix incarnations de Vishnou, 1880

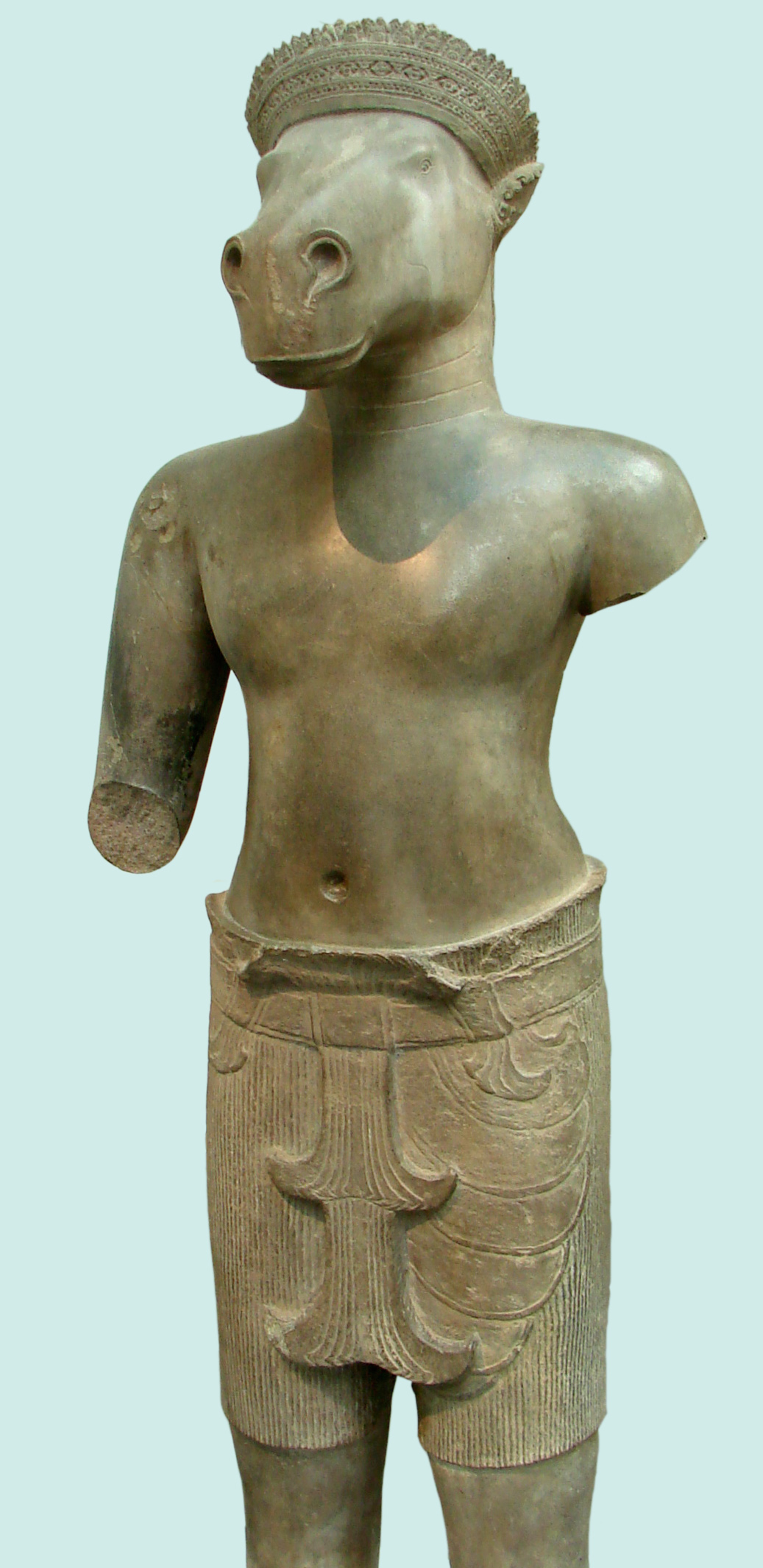
Statue hippocéphale en grès pouvant représenter Kalki. Groupe nord de Sambor Prei Kuk, 3e quart du Xe siècle.

Dans la liste devenue classique, Kalki est le dernier avatar des dix (ou dashavatara) du dieu Vishnou. Il combine l'image mythologique du cheval divin à celle du brahmane et du roi guerrier. Il est représenté dans l'iconographie soit comme un cheval, comme un dieu à tête de cheval (hippocéphale), soit comme un personnage humanoïde montant un cheval blanc. Dans les textes, c'est un personnage d'apparence humaine accompagné d'un cheval merveilleux, ou bien un cheval lui-même.
Un nœud sans fin, l'un des ashtamangala, apparaît sur sa poitrine, dans sa forme de fleur.

### Origine
Le mythe de Kalki est vraisemblablement récent, puisque la figure du guerrier à cheval est inconnue des textes hindous plus anciens, comme le Mahabharata, où ne sont mentionnés que des combats sur char. Kalki pourrait être inspiré de guerriers montés qui ont envahi l'Inde à différentes époques, comme notamment les Scythes et les Huns. Par ailleurs, son nom semble avoir originellement désigné un concept négatif, celui du destructeur de l'Univers. La divinité thériomorphe pourrait être la forme primitive, bien qu'elle apparaisse dans des textes plus récents. À moins que le cheval blanc n'ait été ajouté tardivement au mythe. Une autre possibilité serait qu'il y ait eu originellement deux entités primitives indépendantes, le cheval divin et l'humanoïde guerrier, qui se sont fondues en une seule. Dans l'hindouisme ancien, les dieux médecins, les Ashvin, ont une tête de cheval comme la figuration première de cet avatâr de la fin de l'âge de fer et du renouveau de l'âge d'or qu'est Kalkî.

### Rôle
Une fois terminée la période de temps dénommée Kali Yuga, définie par la cosmogonie hindoue, Kalki apparaîtra pour inaugurer la nouvelle ère du Satya Yuga. Son rôle est de vaincre le mal et de sauver les justes, en protégeant les brahmanes. Il joue à la fois le rôle du sauveur futur et celui du monarque universel. Kalki doit notamment vaincre les deux chefs des Danava, Koka et Vikoka.

### Symbolique
La symbolique liée au cheval en Inde explique en grande partie la dimension symbolique prise par Kalki. Fortement lié au soleil dans de nombreux textes mythologiques comme dans l'iconographie, l'animal est aussi une représentation de la royauté et du sauveur, comme le démontre le mythe voisin du cheval Balāha. Dans les deux cas, le cheval est une incarnation du dieu ou du sauveur.
Sri Aurobindo estime que Kalki représente le dernier stade du développement spirituel de l'être humain, représenté à travers les trois derniers avatars de Vishnou que sont Krishna, le Bouddha et Kalki,.

## Comparatisme

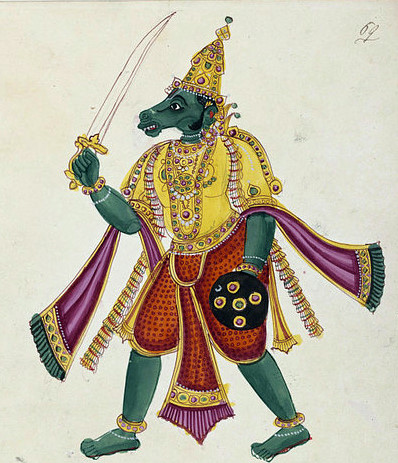
Représentation hippocéphale de Kalki, vers 1825. Peinture de style Company Paintings, École de Trichinopoly.

En tant qu'entité eschatologique attendue dans l'espoir d'un monde meilleur, Kalki est à rapprocher du Messie des Juifs, de la seconde venue du Christ espérée par les Chrétiens, du Mahdi musulman, et de Maitreya pour les Bouddhistes,. La croyance en un messie chargé de sauver le monde à la fin des temps est très répandue, et présente souvent des caractéristiques semblables, inspirées notamment de l'image du guerrier à cheval. On y retrouve fréquemment le thème de la lutte contre des peuples barbares. Un rapprochement a été opéré entre deux eschatologies, le combat de Kalki contre Koka et Vikoka et celui d'Israël contre les Gentils dirigés par Gog et Magog.

## Prédictions sur l'arrivée de Kalki

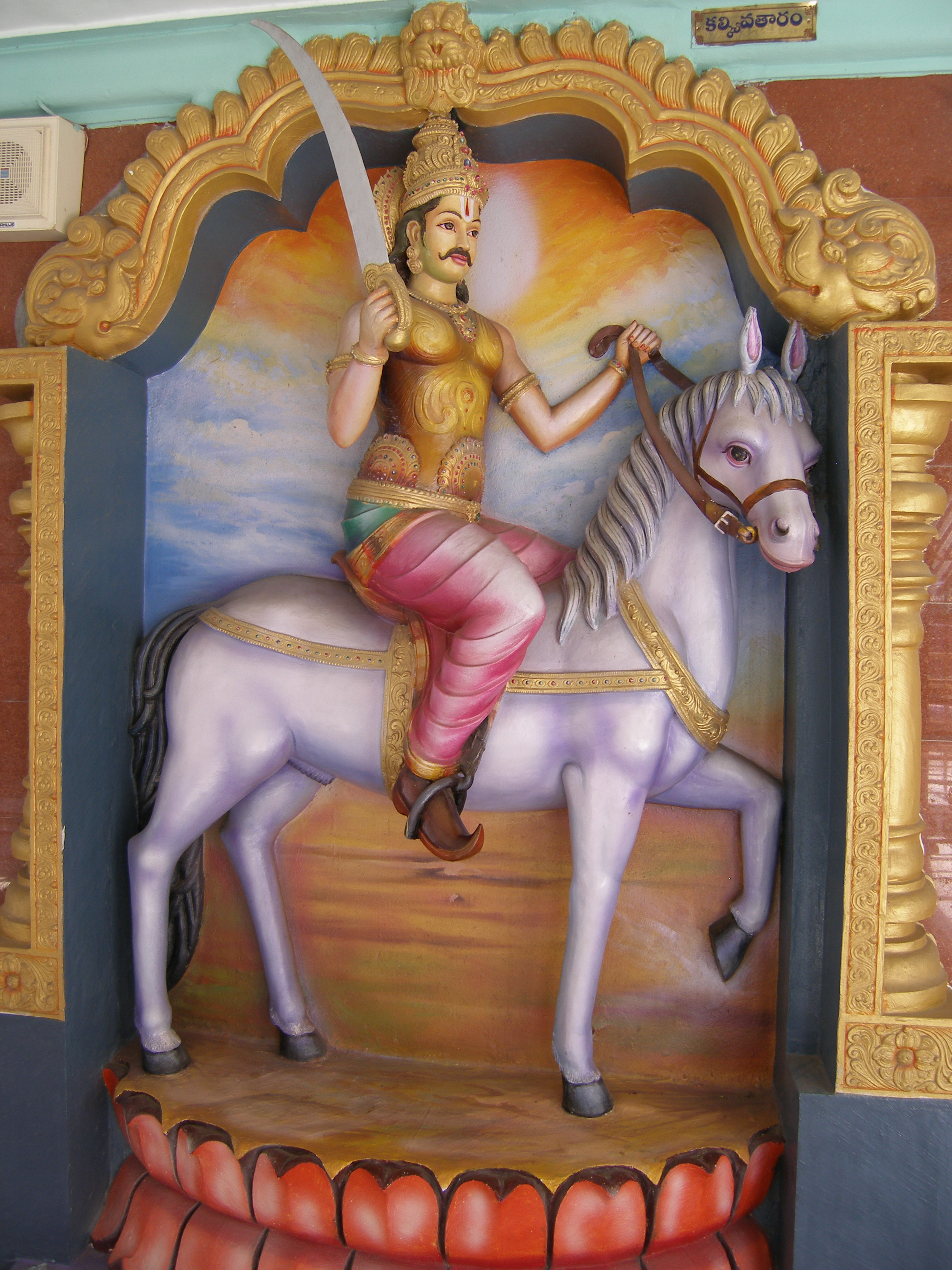
Représentation moderne de Kalki au temple de Narayana Tirumala (Srikakulam, Andhra Pradesh).

De nombreux commentateurs ont tenté de calculer la date d'arrivée prévue de Kalki. Traditionnellement, le Kali Yuga dure 432 000 années et commence en 3102 av. J.-C., rendant les allégations sur une venue passée ou prochaine de Kalki difficiles à admettre. Certains commentateurs tels que Sri Yukteswar Giri et David Frawley envisagent la possibilité de cycles à l'intérieur de ces cycles de 432 000 ans,

### Interprétations sur une venue antérieure
Les fidèles du Bahaïsme ont interprété les prophéties hindoues sur la fin des temps comme étant l'arrivée de leur fondateur Bahá'u'lláh, qui a implanté et développé cette religion en Inde (en),,. Certains membres de l'Ahmadisme musulman considèrent que le prophète Mahomet serait l'avatar Kalki, mais les Ahmadistes croient plutôt que ce serait Mirza Ghulam Ahmad. Les Ismaëliens Khojas, un groupe de musulmans chiites du Gujarat et du Sind adeptes de l'Aga Khan, croient aux dix incarnations de Vishnou. Selon eux, l'Ali ibn Abi Talib, gendre du prophète Mahomet, est Kalki.
Un rapprochement sur base étymologique a aussi été opéré entre Nirmala Srivastava et Kalki, sur la base du mot Nishkalanka, qui signifie « Brillance irréprochable » et dont le mot Kalki serait la forme courte. En effet, à la naissance de Nirmala Srivastava, sa grand-mère se serait exclamé « Elle est Nishkalanka » !
Les organisations qui se sont réunies à Singapour et sont à la base de la formation de la Sri Kalki Sedum Society, en 1998, estiment que Sri Kalki Jothi est cet avatar de Vishnou.

### Personnes qui ont affirmé être Kalki

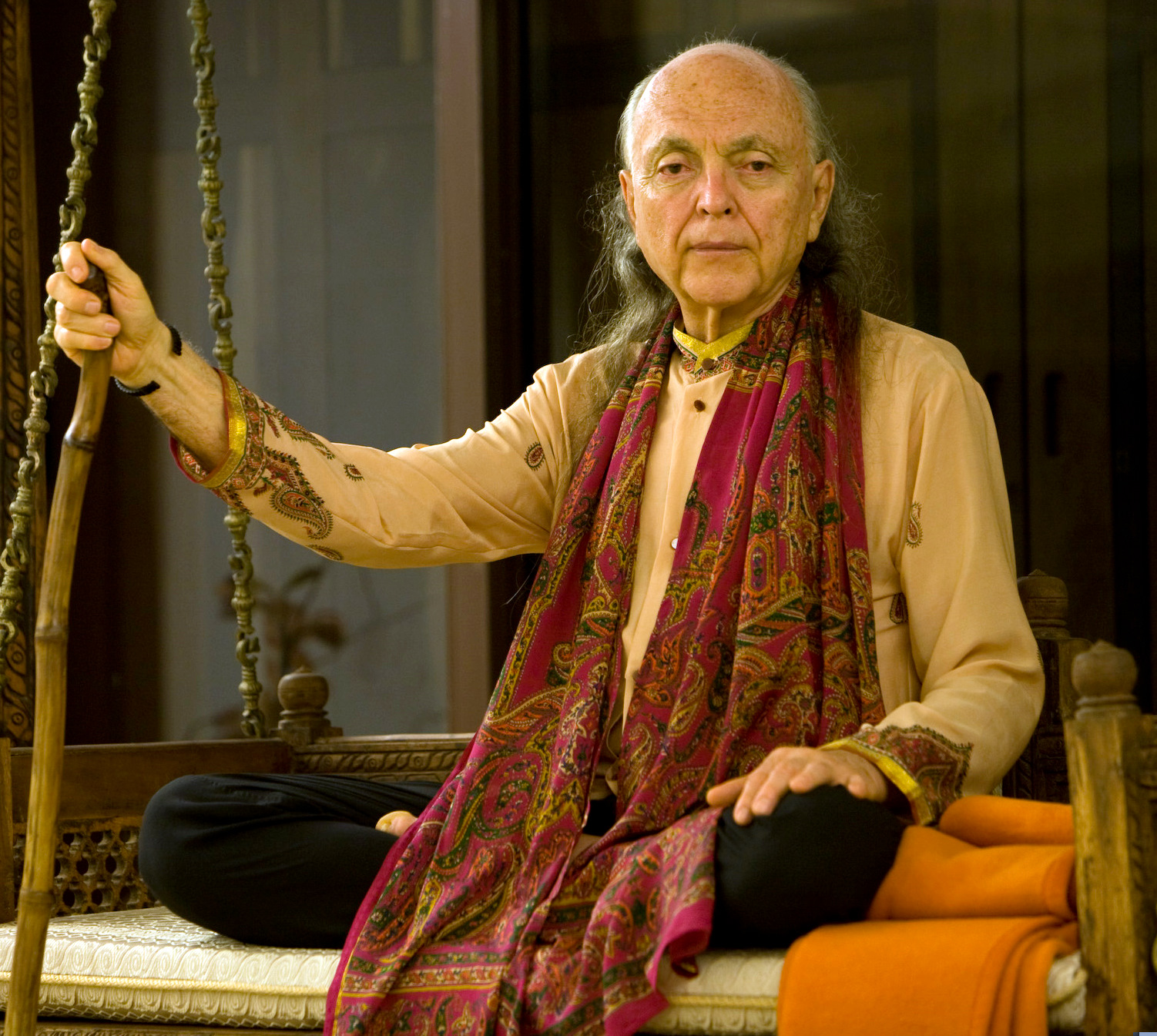
Adi Da Samraj a adopté le nom de « Da Kalkî » de 1990 à 1991.

Plusieurs personnes ont déjà affirmé être Kalki. Dans son ouvrage Message du Verseau, Samaël Aun Weor dit qu'il est lui-même cet avatâr. En 1990, une fidèle d'Adi Da (Franklin Albert Jones) lui envoie un médaillon acquis en Inde représentant l'avatâr, une autre lui fournit l'explication du mythe et affirme qu'il est Kalki, venu libérer l'humanité des âges sombres, ce qui le pousse à adopter le nom principal de « Da Kalki » jusqu'en 1991. Il l'abandonne ensuite, estimant le mythe d'origine trop agressif et politique,. Cependant, de nombreuses personnes parmi ses fidèles estiment toujours qu'il est l'avatar Kalki,.
Ian Aywon, un musicien français, se décrit comme le messie unique de toute l'humanité (et donc à la fois le Mahdi, Maitreya, le Christ, Kalki, etc.). Ces allégations s'inscrivent dans une longue tradition de « faux messies », qui sont parvenus à attirer des foules jusqu'à eux et à cristalliser les croyances en jouant sur les espérances de leurs fidèles.

## Réappropriations culturelles
Gore Vidal satyrise ce mythe et se moque des « superstitions » dans son roman Kalki (1978, publié en français par L'Âge d'Homme en 1991), qui décrit une fin du monde provoquée par un sauveur-destructeur autoproclamé.